# Ли, Филипп Иванович (председатель колхоза)
Филипп Иванович Ли (1913 год, Николаевск-на-Амуре, Приморская область, Российская империя — 15 апреля 1969 года, Чимкент, Казахская ССР) — председатель колхоза имени III Интернационала Ильичёвского района Южно-Казахстанской области, Казахская ССР. Герой Социалистического Труда (1957).

## Биография
Родился в 1913 году в городе Николаевск-на-Амуре, Приморский область (ныне Хабаровский край).
В 1928 году окончил начальную корейскую школу в селе Казанское Николаевского округа и в 1931 году — среднюю школу в Николаевке-на-Амуре. С 1931 года трудился в Союзе мясоработников, председателем промышленной артели, служащим в райкоме ВКП(б). С 1934 года — ответственный исполнитель по снабжению Хабаровского облпромсоюза. В 1935—1937 годах проходил срочную службу в Красной Армии. После воинской службы возвратился в 1937 году на родину и в этот же год в рамках депортации корейцев был выслан на спецпоселение в Северо-Казахстанскую область Казахской ССР.
С 1937 года — служащий в НКВД, председатель сельпо в селе Макашёвка Келлерского района. В 1940 году вступил в ВКП(б). С 1941 года — рядовой колхозник, председатель колхоза «Коминтерн» Келлерского района. С 1948 года проживал в Караганде, где работал служащим в администрации шахты имени Кирова, помощником, заместителем по снабжению заведующего шахты № 26. С 1949 года проживал в Талды-Кургане. Трудился в этом городе товароведом, заведующим магазином облторга и директором базы снабжения Союззаготтранспорта.
В 1949 году был назначен председателем колхоза имени III Интернационала Талды-Курганской области. В 1950 году колхоз имени III Интернационала в рамках государственной программы по развитию хлопководства был переведён в Ильичёвский район Южно-Казахстанской области. В 1956 году колхоз имени III Интернационала собрал с посевной площади в размере 750 гектаров по 44,6 центнера хлопка-сырца. Валовый сбор в этом году достиг 34 тысячи центнеров хлопка-сырца. Указом Президиума Верховного Совета СССР от 20 мая 1949 года «за выдающиеся успехи, достигнутые в деле развития советского хлопководства, широкое применение достижений науки и передового опыта в возделывании хлопчатника и получение высоких урожаев хлопка-сырца» удостоен звания Героя Социалистического Труда с вручением ордена Ленина и золотой медали «Серп и Молот».
За высокие показатели колхоз неоднократно принимал участие во всесоюзной выставке ВДНХ.
В 1957 году окончил Чимкентскую сельскохозяйственную школу по специальности «агроном». В 1959 году избирался делегатом IX съезда Компартии Казахстана.
С 1959 года — директор совхозов «Келесский» и «Первомайский». В 1960-е годы избирался депутатом Чимкентского облисполкома, членом Ревизионной комиссии Чимкентского обкома КПСС, членом Абай-Базарского и Ленгреского райкомов КПСС.
С 1969 года — директор комбината по переработке вторичного сырья Чимкентского облпотребсоюза.
Персональный пенсионер союзного значения.
Скончался в апреле 1969 года. Похоронен на кладбище № 1 в Чимкенте.

## Награды
- Герой Социалистического Труда;
- Орден Ленина (1957);
- Орден «Знак Почёта»;
- Медаль «За доблестный труд в Великой Отечественной войне 1941—1945 гг.»
- Медаль «За освоение целинных земель»
- Медаль «За трудовую доблесть»
- Золотая медаль ВДНХ — четырежды
- Серебряная медаль ВДНХ
- пять Бронзовых медалей ВДНХ
- Почётная Грамота Верховного Совета Казахской ССР.